# Rövsvett
Rövsvett är ett svenskt hardcorepunkband startat i Tranås 1983, vilket gör dem till en av de äldsta svenska fortfarande aktiva punkgrupperna.[källa behövs] Under årens lopp har gruppens sammansättning ändrats flera gånger, men bandet har idag en normaluppsättning (sång, elbas, gitarr och trummor). Två av gruppens medlemmar har varit med sedan starten 1983, Jerker Persson och Mikael Karlsson. 
Bandet grundades av Niclas Rylander och Frank Bergsten. Jerker Persson och Mikael Karlsson anslöt kort därefter. Efter ett antal skivor och turnéer i bland annat Danmark och Norge valde Rylander att hoppa av bandet 1996, strax efter färdigställandet av Poison Idea-tribute skivan Burn the gay nuns.

## Medlemmar
- Jerker Persson – Sång (83-)
- Mikael Karlsson-Wigstrand – Bas, kör (83-)
- Anders Johansson - Gitarr (15)(17-)
- Niclas Ortman – Trummor (98-13)(18-)

## Tidigare medlemmar
- Niclas Rylander – Gitarr, kör (83-96)
- Frank Bergsten - Trummor, kör (83-98)
- Johan Skough - Gitarr (03-05)
- Staffan Adolfsson - Gitarr, kör (05-09)
- Ulf Adolfsson – Gitarr, kör (09-10)
- Anton Spånberger – Trummor  (13-17)
- Peter Forkelid - Gitarr, kör (95-04)(10-17)

## Diskografi
Samtliga skivor är utgivna på Birdnest Records, Punish/Just4Fun Records, Cimex Records, Sockiplast Records Sweden, Phobia Records, Czech Republic, Civilisation Records/Threat From The past, Germany, Bucho Discos, Criminal  Attack Records, Brasil, SixWeeks Records, USA.

### Musikalbum
- Afflicted cries in the darkness of war LP w/Anticimex, Crude S.S.,Fear Of War&Rövsvett. (New Face Records) (1986)
- Sällan studsar en termos Split-LP w/Plague (Punish Records) (1988)
- Fatal farts CD (Birdnest Records) (1993)
- Den falske kakaoinspektören 1st CD (Birdnest Records) (1994)
- Burn the gay nuns  CD (Birdnest Records) (1996)
- All makt åt mig 2nd CD (Birdnest Records) (1998)
- Kick Ass 3rd CD/LP (Six Weeks Records) (2001)
- Thithma Karin 4th CD (Six Weeks Records) (2003)
- Boll-Mats bjuder på bullkalas & kaffe 1984-1987 CD/LP (Six Weeks Records) (2005)
- Sorgedödaren 5th CD (Six Weeks Records)(2008)
- Den Falske Kakaoinspektören LP (Threat From The Past/Birdnest Records/Röv Records) (2019)
- Jesus var en Tomte LP (Just4Fun Records/Röv Records) (2020)
- Tranås CD (Criminal Attack Records) (2021)
- We are the Roadkill  6th LP (Cimex Records) (2022)
- Sällan studsar en termos 10"  (Just4Fun Records/Röv Records (2023)
- Den stora brakfesten Live CD (Just4Fun Records/Röv Records) (2024)
- En kväll på Liseberg Live LP (Sockiplast Records) (2024)
- We are the Roadkill CD (Criminal Attack Records) (2025)

### EP
- Jesus var en Tomte (Röv Records) (1985)
- Ett psykiskt drama i 7 akter (Röv Records) (1986)
- Split 7" med Raped Teenagers (C.B.R./Chicken Brain Records) (1990)
- Lepra Cliff (Jesus Kudd Records) (1991)
- 4 nedräkningen (Birdnest Records) (1994)
- Rövsvett i nacken (PAS-83) (2000)
- Split 7" med Fett (Big Nose Production) (2002)
- The Dwarf (Bucho Discos) (2003)
- Kängor & shorts (Bucho Discos) (2004)
- Hunden beskyddar människan men vem beskyddar hunden?? (Just4Fun Records) (2013)
- Split 7" med Poison Idea (Just4Fun Records) (2015)
- Ryssen kommer (Just4Fun Records) (2015)
- Jesus var en Tomte (Bucho Discos) (2016)
- Split-7" med Bristles (Just4Fun Records/Civilisation Records/Pike Records/Heptown Records/Röv Records) (2018)
- Bly, skrot & hagel (Phobia Records/Civilisation Records/Röv Records) (2018)
- Starkare kaffe till Jul (Sockiplast Records/Röv Records) (2024)